# Principio sectorial

Las reclamaciones territoriales antárticas se dividen en sectores, de acuerdo con el principio sectorial.

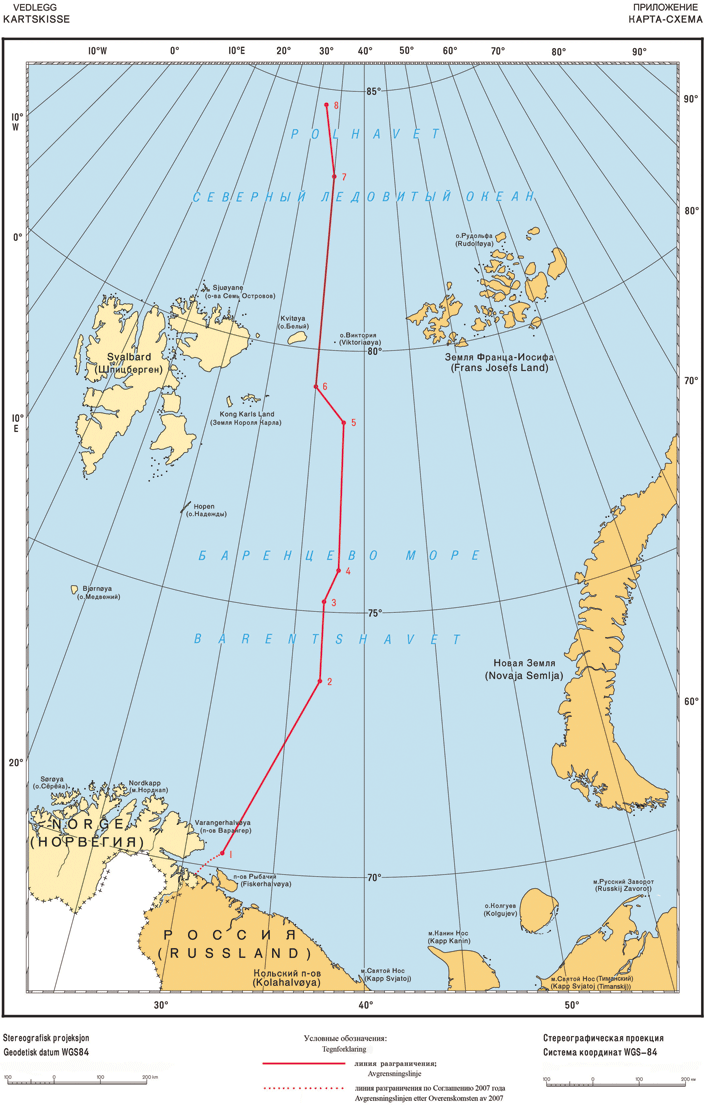
Frontera en el mar de Barents entre Noruega y Rusia, establecida en 2010.

El principio sectorial, también conocido como teoría sectorial,  es un principio del derecho internacional que afirma que las reivindicaciones territoriales en las regiones polares deben determinarse mediante líneas de longitud. Los territorios quedan así divididos en sectores con forma de cuña, cada uno de los cuales tiene su vértice en el polo geográfico y su base se extiende hasta una latitud arbitraria. El principio sectorial ha constituido históricamente la base sobre la cual se han hecho reclamaciones territoriales en el Ártico aunque su uso no ha sido reconocido internacionalmente.
Hoy en día, este principio está más o menos abandonado; Canadá dejó de hacer referencia a él en 2006 y la negociación de límites de 2010 en el mar de Barents entre Noruega y Rusia no contiene ninguna mención del principio sectorial. Se podría decir que se ha implementado más ampliamente en la Antártida, cuyas reclamaciones territoriales están divididas en sectores. Sin embargo, esta división no se considera una extensión del territorio de ningún Estado en particular debido a los grandes cuerpos de agua que separan el continente de otras masas de tierra.

## Ártico
El principio fue propuesto por primera vez en 1907 por el senador canadiense Pascal Poirier, quien pronunció un discurso en apoyo de su propia moción que pretendía reclamar la posesión del archipiélago ártico en nombre de Canadá. La moción de Poirier fue originalmente rechazada y su teoría sectorial fue considerada una «idea de un solo hombre». Sin embargo, el principio ganaría una enorme popularidad en los años siguientes. En 1925, Canadá se convirtió en la primera nación en extender su frontera marítima hasta el Polo Norte, utilizando el principio sectorial como justificación para hacerlo. La afirmación no goza de reconocimiento universal.
En 1926, la Unión Soviética siguió el ejemplo de Canadá y declaró que toda la tierra y el agua situadas entre el Polo Norte y su territorio continental eran territorio soviético. El sector soviético se extendía desde el mar de Barents, en el oeste, hasta el estrecho de Bering, en el este, y desde allí hasta el polo. Noruega se opuso vehementemente al reclamo soviético sobre la Tierra de Francisco José, un archipiélago al norte del territorio soviético cerca del límite sectorial entre ambos países.
Los demás países con costa en el océano Ártico, esto es, Estados Unidos (por Alaska), Dinamarca (por Groenlandia ) y Noruega, no respetan el principio sectorial y consideran ilegal su utilización en el Ártico.

## Antártida
No se sabe con certeza si el principio sectorial es aplicable en la Antártida, ya que grandes masas de agua separan el continente de cualquier otra masa terrestre. Por lo tanto, las reclamaciones territoriales en torno al Polo Sur no se basan en la idea de una extensión de ningún Estado-nación en particular, como sí ocurre con el Polo Norte. Sin embargo, tanto Chile como Argentina han intentado invocar el principio sectorial. Hoy en día, todas las reivindicaciones antárticas se modelan como sectores, aun cuando Estados Unidos y otros se han opuesto a ello. La disputa aún no se ha resuelto, pero las discusiones fueron suspendidas tras el Tratado Antártico de 1959.